# Ömer Gebeşçi
Ömer Gebeşçi (* 30. April 1985 in Denizli) ist ein türkischer Fußballspieler.

## Karriere
Gebeşçi begann mit dem Vereinsfußball in der Provinz Denizli in der Jugend von Yeşilköyspor . 2006 wechselte er zum Amateurverein Konakspor und spielte hier die nächsten zwei Spielzeiten.
2008 wechselte Gebeşçi nach Bayern zum FC Unterföhring, wo er in drei Spielzeiten in der Landes- und Bayernliga insgesamt 16 Tore schoss.
Zum Sommer 2012 wechselte er mit einem Profivertrag ausgestattet zum Zweitligisten Denizlispor. Sein Profidebüt gab er 22. Dezember 2012 in der Zweitligabegegnung gegen Bucaspor.
Nach einer Saison wurde der Vertrag bei Denizlispor aufgelöst. Im Januar 2014 wechselte er wieder zurück zu seinem ehemaligen Verein FC Unterföhring. Seit der Saison 2014/15 spielt Gebeşçi für den Bezirksligisten FC Erding.